# Serra de São Mamede

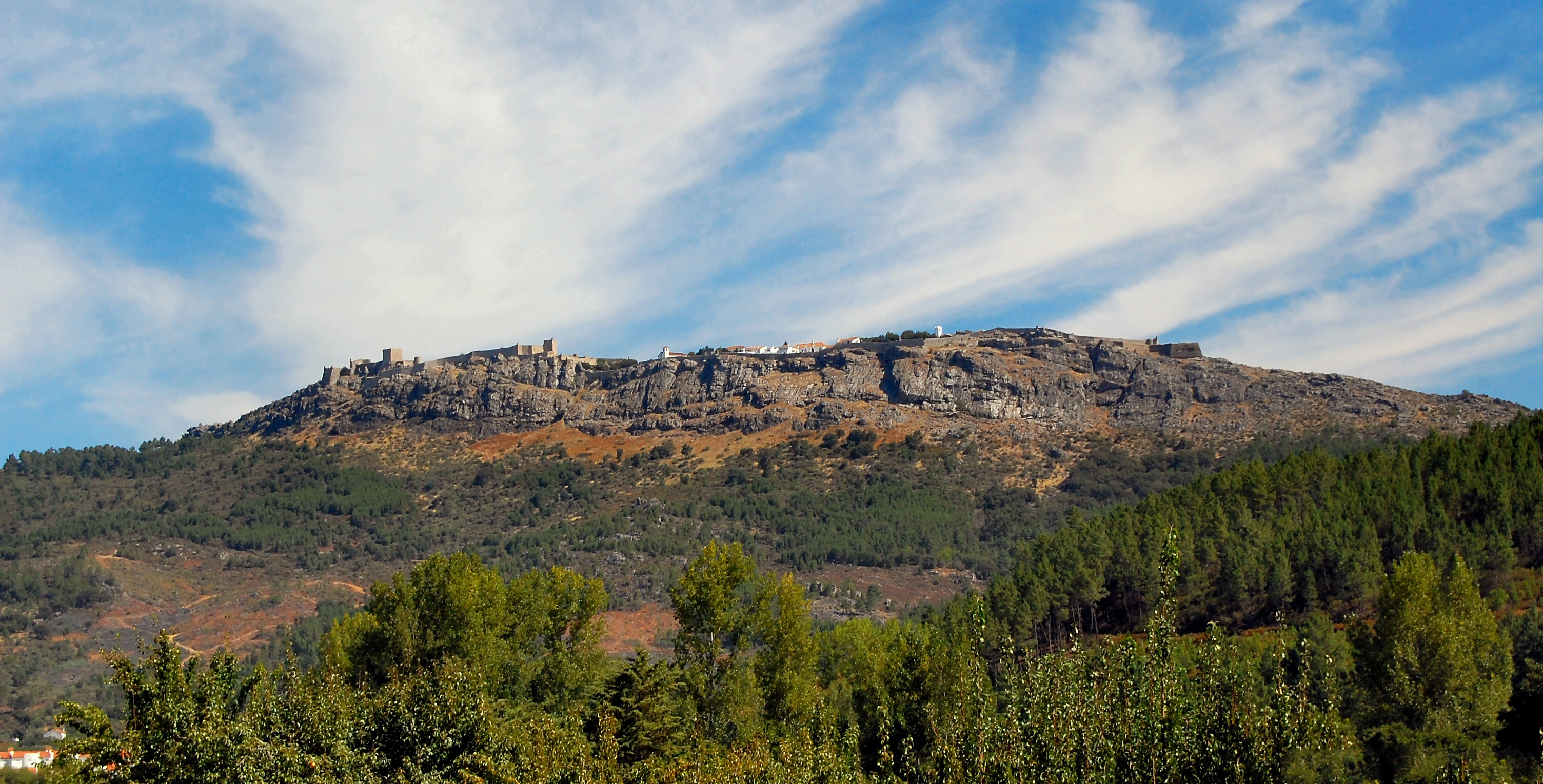
Widok Marvão – miejscowości na szczycie wzgórza

Serra de São Mamede – pasmo górskie w południowo-wschodniej Portugalii, w regionie Alentejo, w dystrykcie Portalegre. Niewielki fragment znajduje się na obszarze Hiszpanii, w Estremadurze.
Nazwa pochodzi od św. Mamasa (hiszp. Mamés, port. São Mamede). Obok Serra de Arraiolos jest to jedyne miejsce w Alentejo, gdzie w zimie pada śnieg.
Góry oddzielają dorzecze Tagu na północy od dorzecza Guadiany na południu. Głównymi rzekami mającymi tu swe źródła są Sever i Nisa, płynące do Tagu oraz Caia i jej dopływ Arronches płynące do Guadiany.

## Opis
Serra de São Mamede rozciągają się na długości 25 km z NE na SW, pomiędzy Castelo de Vide a La Rabaza już na obszarze Hiszpanii. Najwyższy szczyt, Pico de São Mamede, osiąga 1025 m n.p.m. i jest najwyższym wzniesieniem w Portugalii na południe od Tagu. Inne ważniejsze szczyty, to Fria, Pico de Marvão i Penha da Castelo de Vide. Pod względem fizjograficznym są one zachodnim zakończeniem Gór Toledańskich, jednego z głównych pasm Półwyspu Iberyjskiego.

## Budowa geologiczna
Góry Serra de São Mamede zbudowane są ze staropaleozoicznych (ordowickich, sylurskich i dewońskich) skał osadowych i zmetamorfizowanych – głównie kwarcytów, dolomitów, łupków. Kwarcyty i dolomity, jako bardzo odporne na wietrzenie, często budują grzbiety i szczyty wzniesień. Granity występują głównie w południowo-zachodniej partii – pomiędzy Portalegre a Fortios. Obszar ten został wypiętrzony w czasie orogenezy alpejskiej.

## Klimat i roślinność
Klimat jest pośredni między morskim a śródziemnomorskim. Makia, lasy dębu korkowego i Quercus pyrenaica tworzą roślinność zbliżoną do naturalnej. W wielu miejscach występują skałki oraz wychodnie skał. Dąb ostrolistny i kasztan jadalny rosną na zboczach w wyższych położeniach, natomiast niższe partie stoków zajęte są przez plantacje oliwek i zarośla sosny nadmorskiej. Często występują też plantacje eukaliptusa pochodzącego z Australii lub południowo-wschodniej Azji (Melanezji i Archipelagu Malajskiego).

## Ochrona przyrody
Duże obszary Serra de São Mamede są objęte przez Park Przyrody Serra de São Mamede (port. Parque Natural da Serra de São Mamede). Żyją w nim: ryś iberyjski, wydra europejska i nornik iberyjski (Microtus cabrerae). Rzadkie ptaki to sęp płowy i orzeł południowy. Znajdują się w nim jedne z największych kolonii nietoperzy w Europie.

## Miejscowości
Największym miastem jest Portalegre. Inne miejscowości to Castelo de Vide, Marvão, Arronches i Alegrete.
Marvão jest miastem otoczonym murami obronnymi, położonym na szczycie wzgórza. Ponad miastem góruje zamek – archetyp średniowiecznej warowni.